# Ancognatha matilei
Ancognatha matilei är en skalbaggsart som beskrevs av Roger Paul Dechambre 2000. Ancognatha matilei ingår i släktet Ancognatha och familjen Dynastidae. Inga underarter finns listade i Catalogue of Life.